# Bob Quigley
Pour les articles homonymes, voir Quigley.
Bob Quigley est un producteur de télévision américain né le 13 mars 1912 décédé le 27 novembre 1989.

## Filmographie
- 1960 : Video Village (série télévisée)
- 1963 : People Will Talk (série télévisée)
- 1964 : The Celebrity Game (série télévisée)
- 1966 : The Hollywood Squares (série télévisée)
- 1968 : Funny You Should Ask (série télévisée)
- 1969 : The Storybook Squares (série télévisée)
- 1971 : Amateur's Guide to Love (TV)
- 1972 : Runaround (série télévisée)
- 1972 : Gambit (série télévisée)
- 1973 : Baffle (série télévisée)
- 1974 : High Rollers (série télévisée)
- 1975 : The Magnificent Marble Machine (série télévisée)
- 1976 : The Hot Seat (série télévisée)